# سیارک ۲۷۸۱
سیارک ۲۷۸۱ (به انگلیسی: 2781 Kleczek، نامگذاری:1982QH) دو هزار و هفتصد و هشتاد و یکمین سیارک کشف شده‌است که در ۱۹ اوت ۱۹۸۲ کشف شد.
قدر مطلق سیارک برابر ۱۱٫۷۰ است.